# Колосова, Анастасия Александровна
Анастасия Александровна Колосова (30 августа 1916 года, Ростов-на-Дону ― 1994 года, Ростов-на-Дону) ― гистолог, доктор медицинских наук, профессор, Заслуженный деятель науки РСФСР. Участник Великой Отечественной войны.

## Биография
Анастасия Александровна родилась 30 августа 1916 года, в городе Ростове-на-Дону. Отец ― гистолог, профессор Варшавского университета ― Александр Александрович Колосов, который привил любовь дочери к гистологии.
Анастасия Александровна Колосова в 1940 году окончила с отличием лечебный факультет Ростовского медицинского института и была принята в аспирантуру при кафедре гистологии.
Участник Великой Отечественной войны. А. А. Колосова ― выпускница «Огненного выпуска». В 1941 году, с самого начало Великой Отечественной войны, она находилась в действующей армии. Анастасия Александровна служила врачом стрелкового полка, затем стала начальником медицинской службы отдельной войсковой части. Дважды была ранена.
После Великой Победы Анастасия Александровна вернулась в Ростовский государственный медицинский университет, продолжила обучение в аспирантуре, которую окончила в 1947 году. Защитила кандидатскую диссертацию на тему «Гистогенез органа обоняния у позвоночных» в 1948 году.
В 1959 году ― доцент кафедры гистологии и эмбриологии Ростовского медицинского института.
В 1961 году защитила докторская диссертация на тему «К проблеме реактивности тканей сердца позвоночных».
1963―1988 ― возглавляла кафедру гистологии и эмбриологии Ростовского медицинского института.
В 1964 году Анастасии Александровне было присвоено звание профессора.
Профессор Колосова Анастасия Александровна работала над проблемами гистогенеза и регенерации миокарда, трансплантации органов и тканей, использования белково-витаминного комплекса в сельском хозяйстве.
Автор более 300 журнальных статей. А. А. Колосова ― составитель и редактор учебников: «Избранные лекции по гистологии нервной системы» (1968), «Лекции по цитологии» (1970), «Регенерация тканей» (1975).
Под руководством Анастасии Александровны было выполнено 12 докторских и 35 кандидатских диссертаций.
Колосова Анастасия Александровна, до самых последних своих дней (до 1994 года), работала на кафедре профессором-консультантом. Умерла в 1994 году.

## Награды и звания
- Орден Красной Звезды
- Орден Отечественной войны I степени
- Медаль «За боевые заслуги»
- Медаль «За оборону Кавказа»
- Медаль «За победу над Германией в Великой Отечественной войне 1941—1945 гг.»
- Заслуженный деятель науки РСФСР
- Профессор